# (4654) Gorʹkavyj
(4654) Gorʹkavyj est un astéroïde de la ceinture principale, découvert par Nikolaï Tchernykh le 11 septembre 1977 à l'observatoire d'astrophysique de Crimée.